# El Abate Pirracas
Matías de Padilla y Clara (La Habana, 1851-Madrid, 1899), conocido por su seudónimo El abate Pirracas, fue un crítico teatral y periodista español.

## Biografía
Habría nacido en 1851 en La Habana. Coronel de infantería y escritor, 1882 dirigió en su ciudad natal el periódico El Demócrata. Después fue crítico teatral en Madrid de los periódicos el Heraldo y La Correspondencia de España con el seudónimo de «El abate Pirracas», que según Ossorio y Bernard habría alcanzado celebridad. Falleció repentinamente en Madrid el 23 de noviembre de 1899. En palabras del también crítico teatral Francisco Fernández Villegas «Zeda»:

El Abate Pirracas disfrutó durante algún tiempo de una gran notoriedad: fué el coco de los cómicos y el crítico predilecto de esa numerosa parte del público que se relame de gusto cuando lee ataques violentos al prójimo. Porque la nota característica de Padilla era poner de chupa de dómine á actores y actrices, con una energía y á veces con un naturalismo que no suelo estar en uso en la Prensa madrileña.
Zeda, 1899, p. 1